# Nguyễn Oanh
Nguyễn Oanh (1910 - 1956; bí danh Bạch Đằng lớn) là một nhà cách mạng Việt Nam, Xứ uỷ viên kiêm Bí thư Thành ủy Sài Gòn giai đoạn từ năm 1943 đến tháng 5 năm 1945.
Nguyễn Oanh tên thật là Đoàn Quang Hoài, quê ở huyện Gia Lâm, phủ Thuận An, tỉnh Bắc Ninh. Năm 1956, Nguyễn Oanh bị bắt và bị đày ra Côn Đảo, qua đời sau những đòn tra tấn của đối phương.

## Vinh danh
Chính quyền Thành phố Hồ Chí Minh đã đặt tên Nguyễn Oanh cho một con đường bắt đầu từ ngã sáu Gò Vấp đến Cầu An Lộc, ranh giới giữa Phường 6, Quận Gò Vấp với Phường Thạnh Lộc, Quận 12, Thành phố Hồ Chí Minh.